# Qaradağlı (Ucar)
Qaradağlı è un comune dell'Azerbaigian situato nel distretto di Ucar. Conta una popolazione di 3 037 abitanti.